# Seymour Dunn
Seymour Dunn est un architecte de terrain de golf né à North Berwick en Écosse en 1882 et mort en 1959.